# Мака-аланг Сарипада
Мака-аланг Сарипада (д/н — 1574) — 2-й султан Магінданао в 1543—1574 роках.

## Життєпис
Син султана Мухаммада Кабунгсувана і Ангінтабу, доньки Макаапуна, вождя одного з племен іранунів в сучасному регіоні Малабанг (західне узбережжя Мінданао). Замолоду одружився з Булімою, донькою вождя одного з племені білаама (в гірській частині Мінданао).
1543 року успадкував владу. Переважно використовував титули шаріф і дату. Того ж року до володінь султана в гирлі річки Пулангі прибула морська експедиція іспанців на чолі із Руї Лопесом де Вільялобосом, але дипломатичних контактів не відбулося.
Відомостей про його панування обмаль. Ймовірно загалом продовжував політику попередника щодо ісламізації населення острову, намагаючись розширити кордони держави. Водночас дотримувався миру з сусідніми султанатами.
Помер Мака-аланг Сарипада 1574 року. Йому спадкував син Бангкая.